# Audrey Rose – das Mädchen aus dem Jenseits
Audrey Rose – das Mädchen aus dem Jenseits (Originaltitel: Audrey Rose) ist ein amerikanischer Horrorfilm von Robert Wise aus dem Jahr 1977. Die Hauptrollen sind mit Marsha Mason, Anthony Hopkins, John Beck und Susan Swift besetzt. Das Drehbuch schrieb Frank De Felitta anhand seines eigenen Romans. Der Film wurde von United Artists produziert.

## Handlung
Ivy, die elfjährige Tochter von Bill und Janice Templeton, leidet wiederholt an sie beängstigenden Träumen, an deren Inhalt sie sich anfangs nur schemenhaft erinnern kann, die jedoch zunehmend peinigender werden und quälende Erinnerungen an niemals geschehene Ereignisse beinhalten.
Als Elliot Hoover auftaucht, ein geheimnisvoller Fremder, fühlen sich die Templetons von ihm beobachtet. Anfangs halten sie ihn für einen Sexualstraftäter, der es auf Kinder abgesehen hat, dann erzählt er ihnen jedoch von seiner Tochter, der fünfjährigen Audrey Rose, die bei einem Autounfall gestorben ist. Er ist überzeugt davon, die Seele seiner Tochter bewohne den Körper von Ivy Templeton, die nur wenige Minuten nach dem Unfall geboren wurde.
Dem Ehepaar fällt es schwer zu glauben, dass Ivy die Reinkarnation von Audrey Rose sei. Allerdings werden die Träume ihrer Tochter zunehmend schlimmer. Als Hoover Ivy für kurze Zeit entführt, wird er festgenommen und es kommt zu einer Gerichtsverhandlung. Trotz anfänglicher Skepsis glaubt Janice Templeton der Theorie von Hoover und sagt zu seinen Gunsten aus. Der Anwalt der Templetons bittet den Richter daraufhin, Ivy einer Hypnose zu unterziehen. Der Bitte wird nach einiger Bedenkzeit stattgegeben. Während der Hypnose wird Ivy Schritt für Schritt mit ihrer Vergangenheit konfrontiert. Als sie sich an die Zeit vor ihrer Geburt erinnern soll, bekommt sie eine Panikattacke, als sie den qualvollen Tod von Audrey Rose durchlebt. Die Behauptungen von Hoover werden dadurch bestätigt. Trotz sofortigen Abbruchs der Hypnose kommt für Ivy jede Hilfe zu spät, sie stirbt an einem Schock.

## Produktion, Hintergrund, Veröffentlichung
Die Dreharbeiten fanden sowohl in Los Angeles als auch in New York statt. Die Szene, in der Hoover das Ehepaar Templeton mit den Vermutungen über seine tote Tochter konfrontiert, fand im Valentinos on Pico statt, einem bekannten Restaurant in Los Angeles. Die Unfallsequenz auf der Autobahn wurde auf einem ungeöffneten Abschnitt in New Jersey gefilmt und eine Szene im Zoo sowie in Ivys Schule entstand in New York. Gedreht wurde zudem in Manhattan, im Hotel des Artistes sowie im Central Park in Manhattan.
Für die Titelrolle soll auch Brooke Shields getestet worden sein. Sie war auch auf der englischen Taschenbuchausgabe des Buches abgebildet. Wie Joe Fisher in dem Buch The Case for Reincarnation schreibt, wurde das Drehbuch zu diesem Film von einem tatsächlichen Vorfall in De Felittas Leben inspiriert. Dessen sechsjähriger Sohn spielte Ragtime-Melodien auf dem Piano, ohne je eine Musikstunde gehabt zu haben. Auf De Felittas erstaunte Frage habe er geantwortet, dass seine Finger das von ganz allein machen würden. Dies habe den Autor veranlasst, über die Möglichkeit der Reinkarnation nachzudenken.
Susan Swift gab in der Rolle der Ivy Templeton ihr Filmdebüt. Da ihr Part sehr anspruchsvoll war, engagierte Wise einen auf solche Szenen spezialisierten Schauspieltrainer. Hopkins und Mason, seinerzeit bereits erfahrene Bühnenschauspieler, zeigten sich für das experimentelle Umfeld des Films offen.
Am 6. April 1977 hatte der Film in den USA Premiere. Am 4. August 1977 wurde er in den Niederlanden veröffentlicht, am 17. September 1977 in Japan, am 26. September 1977 in Dänemark und am 30. September 1977 in Italien. In der Bundesrepublik Deutschland erschien er am 13. Oktober 1977. Der deutsche Alternativtitel des Films lautet Audrey Rose – das Mädchen aus der Unterwelt.
1978 wurde Audrey Rose in folgenden Ländern veröffentlicht: Finnland, Mexiko, Irland, Schweden und Norwegen. Gezeigt wurde er zudem in Argentinien, Bulgarien, Brasilien, Spanien, Finnland, Frankreich, Griechenland, Polen, Portugal und der Sowjetunion.
Der Film wurde von Twentieth Century Fox am 2. Oktober 2006 sowohl auf DVD als auch als Blu-ray mit einer deutschen Tonspur herausgegeben.

## Kritiken
Der Film wurde nach seiner Veröffentlichung zu gleichen Teilen verrissen und gelobt. Auch fast 25 Jahre später fiel es den Kritikern noch schwer, sich zu entscheiden, ob Audrey Rose für Wise ein Triumph oder eher ein Fehlschlag gewesen sei. Zur Zeit seiner Veröffentlichung musste der Film mit so unterschiedlichen Kinderfiguren wie der in Der Exorzist (1973) oder der in Das Omen (1976) konkurrieren, wobei Audrey Rose deutlich von diesen Figuren abwich. Wise versuchte in diesem Film nicht, sein Publikum zu schockieren, vielmehr lud er es ein, sich mit der dunklen Seite des Unbekannten auseinanderzusetzen.
„Banaler Film der Okkultismus-Welle mit Horroreffekten à la Exorzist und Pseudoinformationen zum Thema Reinkarnation“, befand das Lexikon des internationalen Films. Vincent Canby schrieb in der New York Times: „Mr. Wise […] begegnet jedem Drehbuchklischee mit einem eigenen, und er bringt es sogar fertig, einer entscheidenden Szene vor Gericht jegliche Spannung zu nehmen.“
Das Fernsehmagazin Prisma sprach von einem „okkulten Thriller“, den Robert Wise „kurz nach seinem gewaltigen Erfolg mit ‚Der Exorzist‘“ gedreht habe. Weiter hieß es: „Anthony Hopkins hatte seinerzeit noch nicht den Star-Status wie heute, obwohl er hier als seltsamer Fremder sein Schauspiel-Talent voll ausspielt.“
Cinema befand: „Man ahnt zwar, was dabei heraus kommt, äußerst spannend ist’s trotzdem. Fazit: Intelligenter Horror ohne Blut und Monster“.
Kino.de schrieb, „Audrey Rose“ stehe am Ende eines Zyklus okkulter Horrorfilme, die in den siebziger Jahren „für einen beachtlichen Boom“ dieses Genres gesorgt hätten, und „Hits wie ‚Der Exorzist‘ über ‚Carrie‘ bis zu ‚Das Omen‘, die wiederum ihre jeweiligen Kopien“ hervorgebracht hätten, gereicht habe. Audrey Rose sei entstanden, als das Thema des Bösen bzw. vom Bösen besessenen Kindes bereits ein eigens Subgenre gewesen sei. Abschließend befand man: „Unter der Regie von Robert Wise wurden in dieser besonderen Variante der Dialog neben überraschenden Gruseleffekten zum eigentlichen Spannungsmoment des Films – insbesondere die Monologe von Anthony Hopkins.“

## Auszeichnungen
Anthony Hopkins und Marsha Mason waren 1978 für ihre Rollen jeweils für einen Saturn Award nominiert.